# Martin Strolz
Pour les articles homonymes, voir Strolz.
Martin Strolz, né le 16 février 1932 à Lech am Arlberg et mort le 4 août 1994 dans la même commune, est un ancien skieur alpin autrichien membre du Ski Club de l'Arlberg.

## Palmarès

### Championnats du monde
| Épreuve / Édition | Descente | Slalom géant | Slalom | Combiné |
| Mondiaux 1954 Åre | Argent   | —            | —      | —       |